# Handelskammer Stolberg
Die Handelskammer Stolberg war eine erst französische, später preußische Industrie- und Handelskammer, welche von 1804 bis 1931 bestand.

## Geschichte

Handelskammernotgeld 1923

Zwei Erlasse und ein Gesetz schufen die Grundlage für Handelsräte im französisch besetzten Rheinland: Am 24. Dezember 1802 bestimmte ein Erlass Napoléon Bonapartes die Wiedereinsetzung der „Chambres de commerce“ (Handelskammern), am 12. April 1803 wurden per Gesetz „Chambres consultatives de manufactures, fabriques, arts et metiers“ (Industrie- und Gewerbekammern) geschaffen, und am 2. April 1804 ordnete Bonaparte die Gründung 154 solcher Kammern im damaligen Frankreich an. Im Arrondissement d’Aix-la-Chapelle (dt. Aachen) des Département de la Roer meldeten Aachen, Düren, Montjoie (dt. Monschau) und Stolberg (Rheinland) Ende 1803 den Wunsch auf Einrichtung einer Kammer an. Unter den 154 Kammern kam es dann im Arrondissement Aachen zur Einrichtung der Chambres consultatives „Burtscheid“ und „Stolberg“.
Zur ersten Wahl rief der damalige Stolberger Bürgermeister Mathias Heinrich Schleicher, welcher als Maire automatisch Kammervorsitzender war, am 29. Mai 1804 Stolberger Fabrikanten zusammen, welche sechs Vertreter für die Kammer wählten: die Messingfabrikanten I. Lynen, J. A. Peltzer jr., J. A. Schleicher, M. L. Schleicher und L. K. von Asten sowie den Tuchfabrikanten A. Hellmich. Trotz der lediglich aus Stolberg stammenden Mitglieder war die Kammer für die fünf Kantone Düren, Eschweiler, Froitzheim, Gemünd und Montjoie (Monschau) zuständig. Auch auf der Pariser Ausstellung 1806 war der Stolberger Kammerbezirk hauptsächlich mit Erzeugnissen der Blei-, Eisen-, Glas- und Messingindustrie vertreten. Dieses Ungleichgewicht änderte sich auch nicht bis zum Beginn der 1820er Jahre, als die Tätigkeit der Kammer allmählich aufhörte, nachdem sie 1816 unter preußische Herrschaft kam.
Bereits 1805 kam die Stolberger Kammer in finanzielle Schwierigkeiten, weil Stolberg einerseits erheblich verschuldet und andererseits laut Gesetz als Sitz der Kammer zum Tragen der Kosten der Kammer verpflichtet war. Der Stolberger Vorschlag, die jährlichen Kosten von 400 Francs auf die Fabrikanten und Manufakturbesitzer des gesamten Bezirks umzulegen, wurde trotz Unterstützung des Aachener Präfekten nicht umgesetzt.
Unter preußischer Herrschaft wird 1850 die „Handelskammer zu Stolberg“ für den Landkreis Aachen und den Kreis Düren wiedergegründet und später um den Kreis Jülich erweitert. Sie nimmt am 6. Februar 1851 ihre Tätigkeit auf. Fabrikanten aus dem gesamten Bezirk werden jetzt Mitglieder und Vorsitzende. Die Burtscheider Kammer heißt „Handelskammer zu Aachen und Burtscheid“, später, nach der Eingemeindung Burtscheids, „Handelskammer zu Aachen“. 1923 gibt die Handelskammer eigenes Notgeld aus. 1931 fusionieren die Aachener und Stolberger Kammer zur „Industrie- und Handelskammer zu Aachen“.